# Andaspis micropori
Andaspis micropori är en insektsart som beskrevs av Borchsenius 1958. Andaspis micropori ingår i släktet Andaspis och familjen pansarsköldlöss. Inga underarter finns listade i Catalogue of Life.